# Jorge Milchberg
Pour les articles homonymes, voir Milchberg.
Jorge Milchberg, ou El Inca, né le 5 septembre 1928 à Buenos Aires et mort le 20 août 2022 aux Lilas,,,, est un compositeur et musicien argentin, membre du groupe de musique andine Los Incas, dont il assure la direction artistique pendant près de soixante ans.

## Biographie

### Premier succès
Jorge Milchberg est notamment célèbre pour la chanson El cóndor pasa,, : ce thème populaire de renommée mondiale, inspiré par les musiques traditionnelles des Andes, avait été composé pour orchestre classique par Daniel Alomía Robles en 1913 pour la zarzuela éponyme, et déposé par lui en 1933. Mais, après la version de Ricardo Galeazzi (un ancien membre fondateur de Los Incas) et son groupe Achalay en 1958, la réécriture et l'arrangement qu'en a proposés Jorge Milchberg en 1963 avec son groupe Los Incas, [pour un ensemble restreint d'instruments traditionnels andins — duo de kenas, charango, harpe des Andes, guitare, tinya (es) (petit tambour andin précolombien) — avec une légère modification de la mélodie et une introduction inédite au charango] a connu un regain de popularité tel qu'il a consacré le renouveau des musiques andines sur la scène internationale et qu'il a été comme le coup d'envoi d'un genre nouveau, la World Music. C'est d'ailleurs sous cette forme, avec des paroles écrites en anglais par Paul Simon pour son duo folk avec Art Garfunkel, et enregistré sur la bande originale du 45 tours de Los Incas, que la chanson a fait le tour du monde. Ce succès a permis en outre à Jorge Milchberg de poursuivre et d'approfondir une recherche musicale singulièrement originale.

### Accompagnement de Marie Laforêt
Durant les années 1968 et 69, il est l'orchestrateur de Marie Laforêt et l’accompagne sur scène. On le voit alors avec les autres musiciens jouer de divers instruments des musiques de toute l'Amérique du Sud : depuis le  joropo vénézuélien au cuatro, jusqu'à la vidala d'Argentine et Atahualpa Yupanqui), en passant évidemment par le charango que l'on découvre avec surprise derrière la voix de Marie Laforêt. L'ensemble se frotte aussi ponctuellement à d'autres rythmes et thèmes d'Europe de l'Est. On trouve ainsi sur les réseaux sociaux des vidéos de El Cabrestero,, El Polo, Maria Laya, El Pastor où Marie Laforêt portée par les musiciens du groupe, montre une sensibilité très forte à cette culture d'une grande richesse. Lors du tour de chant à l'Olympia en novembre 1969, Jorge Milchberg (au charango) dirigeait Eugenio Detto (guitare), Martin Torres (guitare), Nachum Heiman (accordéon), Carlos Guerra (tumba, cuatro), Francis Dunglas (basse), Roland Audefroy (saxophone, flûte). Rio Abierto (1976) semble être le dernier témoignage de cette époque.

### Style musical

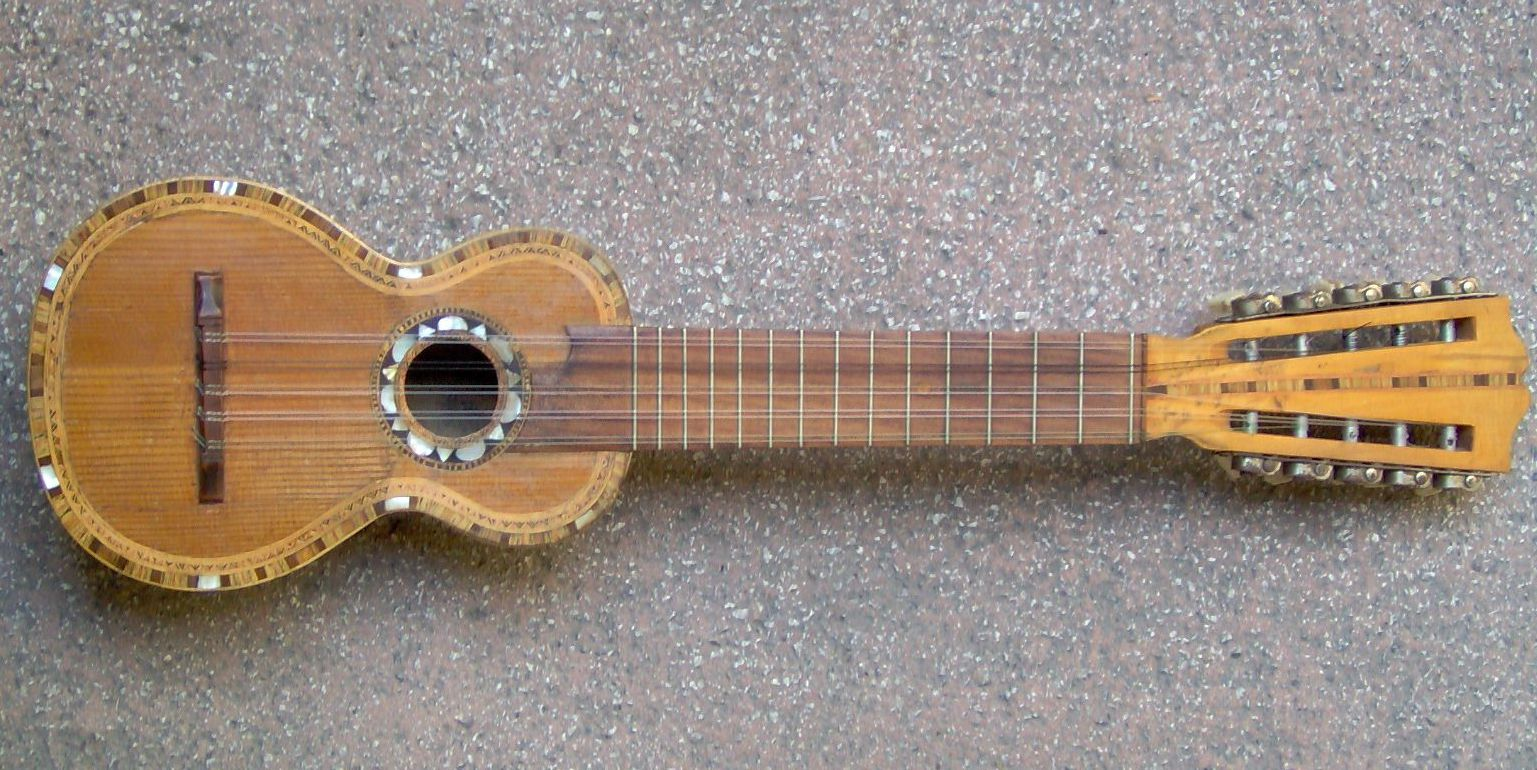
Un charango.

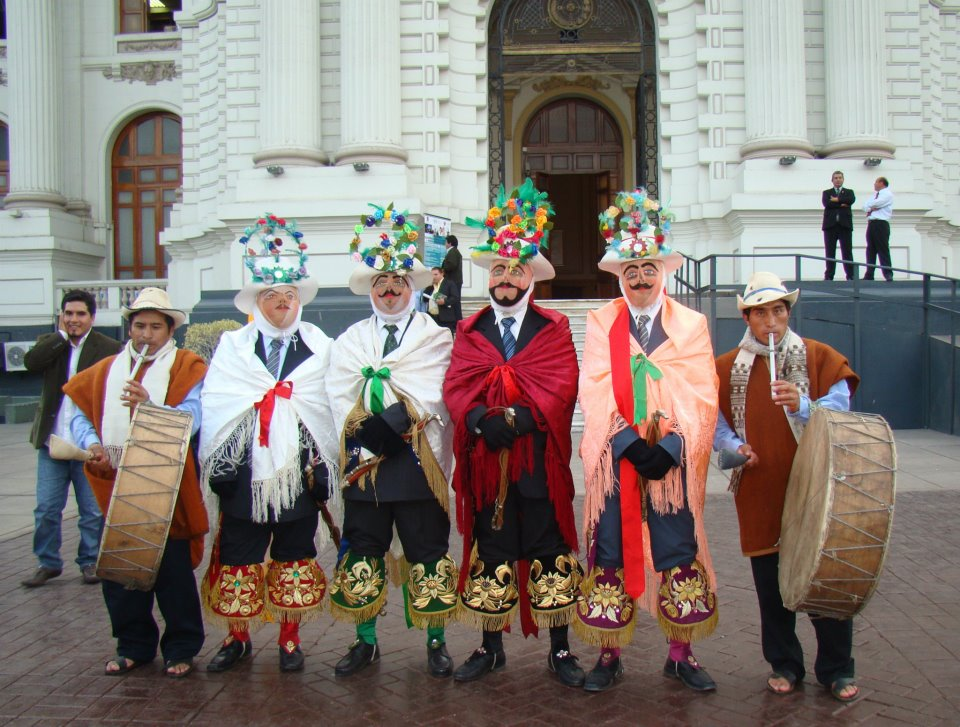
Tinya.

Pianiste de formation, il utilise notamment le charango comme instrument pour ses compositions. Il est d'ailleurs un charanguiste mondialement reconnu, souvent invité au festival du charango de Paris. Bien que très au fait des manières traditionnelles de jouer cet instrument et des rythmes issus du folklore, il a initié ou amplifié un style de jeu au charango qui privilégie la mélodie, et le punteo (jeu mélodique à la corde pincée avec accords arpégés) sur le rasgueo (jeu rythmique sur accords par battement) et sur le kalampeo (jeu à la fois rythmique et mélodique, typique de la région de Potosí en Bolivie).
De ce fait, d'instrument d'accompagnement du chant ou des instruments à vent andins (siku, kena) qu'il était le plus souvent, le charango devient avec lui de plus en plus un instrument soliste et même solitaire, dont le jeu mélodique et méditatif s'apparente de plus en plus à celui de la musique ancienne et de la musique classique. Il joue donc du charango comme d'un petit luth andin ; il a d'ailleurs joué récemment (2016) d'un instrument baptisé Laudino (ou « Charango-Luth »), un instrument franchement hybride entre luth et charango, si bien que l'évolution du style de jeu a donc trouvé une traduction dans la facture et l'art de la lutherie contemporaine.
Ainsi, il a enregistré au charango, — en plus de tous les morceaux traditionnels de musique andine ou de ses propres compositions inspirées du folklore andin (néo folklore ou alto folklore, música criolla) et argentin (milongas et vidalas) —, à plusieurs reprises, des pièces de musique ancienne et classique européenne :
- Reis Glorios (« Rois de Gloire ») de Guiraut de Bornelh
- Más vale trocar placer por dolores que estar sin amores (« Mieux vaut échanger le plaisir pour les douleurs que se trouver sans amours »), cantate de Juan del Encina
- If My Complaints Could Passions Move (« Si mes complaintes pouvaient soulever les passions ») de John Dowland
- Go To Bed Sweet Muse (« Viens te coucher douce muse ») de Robert Jones

Et au laudino :
- Trois beaux oiseaux du Paradis de Maurice Ravel.

Cette évolution du jeu de charango se fait aussi l'écho du fait que, depuis le XVIe siècle, le genre musical que désigne l'appellation de musique andine — qui ne saurait avoir, malgré son nom, une acception seulement géographique — a souvent été déjà le résultat de la fusion des musiques et instruments autochtones précolombiens, avec les musiques et instruments anciens ou baroques européens que les conquistadores avaient emportés avec eux, en plus de leurs chevaux, de leur fer et de leurs armes à feu. Il faut d’ailleurs rappeler que le charango lui-même est un instrument "métis", et qu’il résulte de l'interprétation et de la réinvention par les Amérindiens des instruments à cordes pincées espagnols des XVIe et XVIIe siècles, notamment la guitare baroque, le timple, la guitarrilla et la vihuela de mano (voir l'article consacré au charango).
Depuis 1985 son fils Olivier Milchberg l'accompagne musicalement au sein de Los Incas, et aussi en tant que producteur et technicien son.

### Fin de vie
Il résidait dans le village seine-et-marnais de Thénisy, où il est inhumé.

## Discographie
- Miroirs Sonores, Voyage au cœur de la matière, 1988
- Dedicaces, 1991
- Charango, 1999

Il a composé notamment les musiques des films Wild (2014), La Trêve (1968) et La Poupée (1962).

## Livre
Helena Gath et Philémon Le Guyader, Joue Maestro (poésie/gravure), RAZ éditions, coll. « GLG », 2019. 20 exemplaires numérotés et signés par les deux artistes. Livre en l'honneur de Jorge Milchberg.